# Cerro Grande (kommun)
Cerro Grande är en kommun i Brasilien.   Den ligger i delstaten Rio Grande do Sul, i den södra delen av landet, 1 400 km söder om huvudstaden Brasília. Antalet invånare är 2 417.
Trakten runt Cerro Grande består till största delen av jordbruksmark. Runt Cerro Grande är det ganska glesbefolkat, med 31 invånare per kvadratkilometer.